# Arquidiócesis de Auch
La arquidiócesis de Auch (en latín: Archidioecesis Auxitana y en francés: Archidiocèse d'Auch) es una circunscripción eclesiástica de la Iglesia católica en Francia. Se trata de una arquidiócesis latina, sufragánea de la arquidiócesis de Toulouse. Desde el 22 de octubre de 2020 su arzobispo es Bertrand Lacombe. Desde el 29 de junio de 1908 los arzobispos de Auch llevan además los títulos de obispos de Condom (en latín: Condomiensis), de Lectoure (en latín: Lectorensis) y de Lombez (en latín: Lomberiensis).

## Territorio y organización

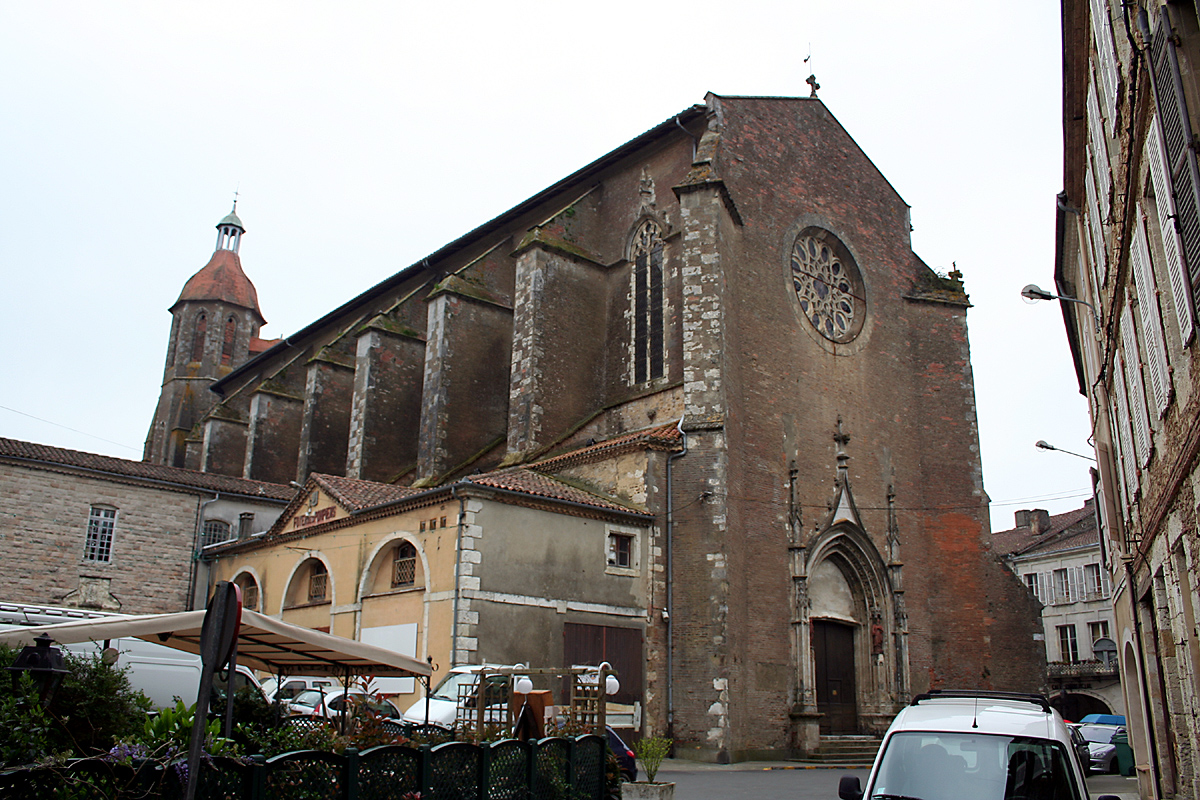
Concatedral de San Lupercio, en Eauze

La arquidiócesis tiene 6171 km² y extiende su jurisdicción sobre los fieles católicos de rito latino residentes en el departamento de Gers en la región de Occitania.

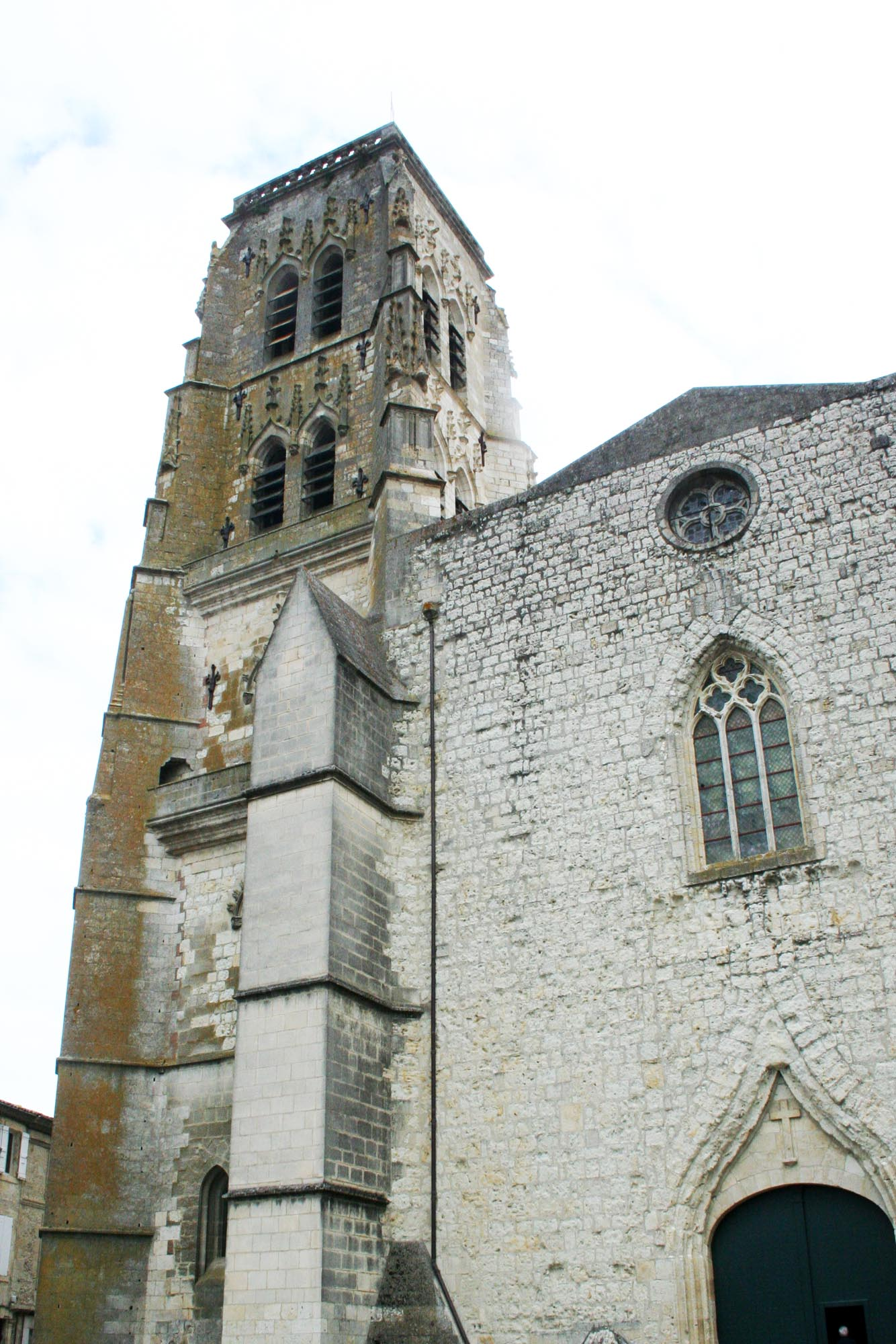
Excatedral de San Gervasio y San Protasio, en Lectoure

La sede de la arquidiócesis se encuentra en la ciudad de Auch, en donde se halla la Catedral basílica de Nuestra Señora. En Eauze se encuentra la Concatedral de San Lupercio. En el territorio de la arquidiócesis se hallan las excatedrales de: San Gervasio y San Protasio, en Lectoure (ex diócesis de Lectoure), de San Pedro, en Condom (ex diócesis de Condom) y de Santa María, en Lombez (ex diócesis de Lombez).

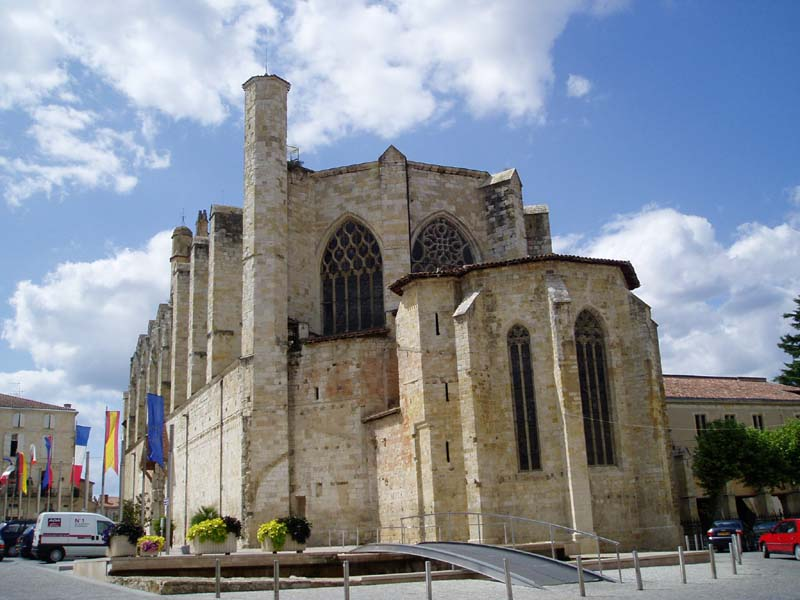
Excatedral de San Pedro, en Condom

En 2022 en la arquidiócesis existían 26 parroquias agrupadas en 3 polos misioneros: Armagnac-Rivière Basse, Auch-Astarac y Portes de Gascogne. Hasta 2001 el número de parroquias alcanzaba las 507.

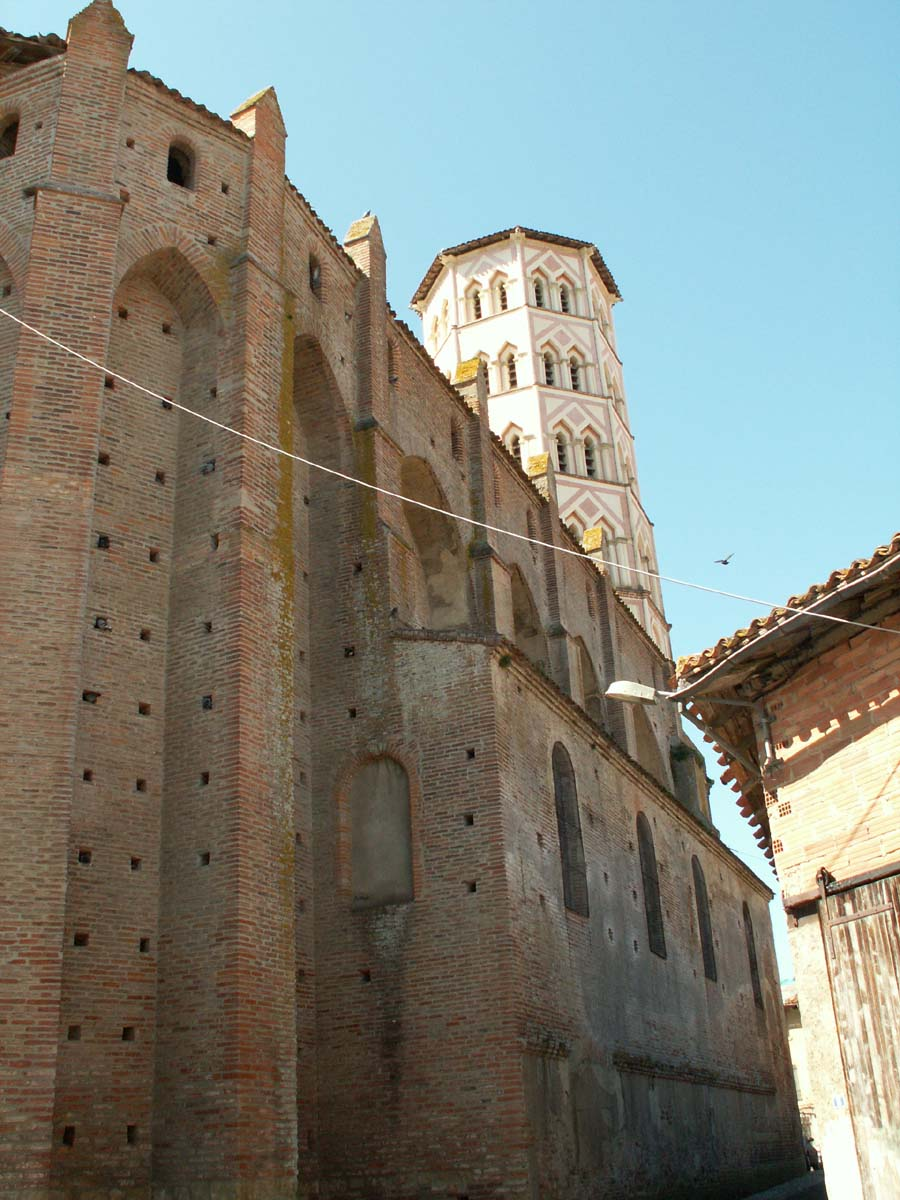
Excatedral de Santa María, en Lombez

## Historia
La diócesis fue erigida en una época antigua que es difícil de determinar. La tradición atribuye la evangelización del territorio de Auch a san Saturnino de Toulouse o a san Cerato. Sin embargo, el primer obispo que se puede atribuir con cierta seguridad a la sede de Auch es san Orencio, que vivió hacia principios del siglo V y es recordado en el martirologio en la fecha del 1 de mayo. Históricamente, los primeros hallazgos de la diócesis se remontan al Concilio de Agda de 506, al que asistió el obispo Nicecio (Nicetius). La diócesis primitiva debía incluir la civitas Auscorum de los romanos. 
En una carta de 879 escrita por el papa Juan VIII, el obispo Ayrard es calificado por primera vez con el título de arzobispo, marcando la elevación de Auch a arquidiócesis metropolitana. La elevación a sede metropolitana se produjo al mismo tiempo que la supresión, debido a la destrucción causada primero por los sarracenos y luego por los normandos, de la arquidiócesis de Eauze, cuyo territorio fue incorporado al de Auch. La metrópolis de Auch incluía las diócesis de la antigua provincia romana de Novempopulania: Dax, Lectoure, Comminges, Couserans, Lescar, Aire, Bazas, Tarbes, Olorón y Bayona. El arzobispo comenzó a utilizar el título de primado de Novempopulania.
Tras los inicios de la Reconquista, las diócesis de Pamplona, Jaca y Calahorra pasaron a ser sufragáneas de la arquidiócesis de Auch (originalmente dependían de la archidiócesis de Tarragona). El Reino de Navarra pronto se desarrolló en esos territorios. El arzobispo de Auch pasó a autodenominarse primado de Novempopulania y de las dos Navarras y señor de Auch (primat de la Novempopulanie et des deux Navarres et Seigneur d'Auch), pero ninguna bula se lo reconoció. Tras la restauración de la archidiócesis de Tarragona en 1091, Auch perdió su autoridad sobre estas diócesis pero el arzobispo de Auch mantuvo el uso del título honorífico hasta 1801.
A partir del siglo XI la arquidiócesis parece haber estado dividida en arcedianatos, cuyo número variaba de un mínimo de ocho a un máximo de 21. En el siglo XIII el territorio se dividió en arciprestazgos; poco antes de la Revolución francesa, la arquidiócesis contaba con 359 parroquias agrupadas en 30 archiprefecturas.
La catedral fue reconstruida a partir de 1189 y terminada en el siglo XVI. El capítulo, formado por 20 canónigos, siguió durante un cierto período la regla de san Agustín hasta su secularización en 1518.
El arzobispo Henri de La Mothe-Houdancourt fue responsable de la fundación del seminario en 1667, que a partir de 1688 fue confiado a los jesuitas.
Desde 1317 hasta la Revolución francesa su territorio permaneció inalterado. Limitaba al norte con las diócesis de Bazas y Condom, al noreste con la diócesis de Lectoure, al este con la diócesis de Lombez, al sureste con la diócesis de Cominges, al oeste con las diócesis de Tarbes y Lescar y al noroeste por la diócesis de Aire.
Tras el concordato mediante la bula Qui Christi Domini del papa Pío VII del 29 de noviembre de 1801, la arquidiócesis fue suprimida y su territorio incorporado al de la diócesis de Agen.
El 11 de junio de 1817 se estipuló un nuevo concordato entre la Santa Sede y el gobierno francés, al que siguió el 27 de julio la bula Commissa divinitus, con la que el papa restauró la sede metropolitana de Auch. Sin embargo, dado que el concordato no entró en vigor al no ser ratificado por el Parlamento de París, esta erección no tuvo efecto.
El 6 de octubre de 1822 la arquidiócesis fue restablecida definitivamente mediante la bula Paternae charitatis del papa Pío VII, derivando el territorio original de la diócesis de Agen y añadiendo el de las sedes suprimidas de Condom, Lectoure y Lombez. Tenía entonces como sufragáneas las diócesis de Aire, Tarbes y Bayona, ya previstas en 1817.
En Auch se celebraron algunos sínodos provinciales durante el segundo milenio: en 1068, 1280, 1300, 1305 y el último celebrado en 1851.
El 29 de junio de 1908, con el decreto Romanos Pontifices de la Sagrada Congregación Consistorial, los arzobispos de Auch fueron reconocidos como obispos de Condom, Lectoure y Lombez, sedes suprimidas que se encuentran dentro del territorio de la actual diócesis.
El 8 de diciembre de 2002, con la reorganización de los distritos eclesiásticos franceses, la arquidiócesis perdió su dignidad metropolitana, conservando al mismo tiempo su título de arzobispado, y pasó a formar parte de la provincia eclesiástica de la arquidiócesis de Toulouse.

## Estadísticas
Según el Anuario Pontificio 2023 la arquidiócesis tenía a fines de 2022 un total de 160 010 fieles bautizados.
| Año                                                                             | Población            | Población | Población      | Sacerdotes | Sacerdotes    | Sacerdotes    | Bautizados por sacerdote | Diáconos permanentes | Religiosos | Religiosos | Parroquias |
| Año                                                                             | Bautizados católicos | Total     | % de católicos | Total      | Clero secular | Clero regular | Bautizados por sacerdote | Diáconos permanentes | Varones    | Mujeres    | Parroquias |
| ------------------------------------------------------------------------------- | -------------------- | --------- | -------------- | ---------- | ------------- | ------------- | ------------------------ | -------------------- | ---------- | ---------- | ---------- |
| 1948                                                                            | 189 350              | 191 455   | 98.9           | 338        | 322           | 16            | 560                      |                      | 16         | 200        | 507        |
| 1959                                                                            | 180 000              | 185 111   | 97.2           | 290        | 274           | 16            | 620                      |                      | 10         | 370        | 507        |
| 1970                                                                            | 180 000              | 181 577   | 99.1           | 214        | 206           | 8             | 841                      | 1                    | 18         | 350        | 507        |
| 1980                                                                            | 170 400              | 177 600   | 95.9           | 171        | 166           | 5             | 996                      |                      | 12         |            | 507        |
| 1990                                                                            | 173 000              | 181 100   | 95.5           | 143        | 139           | 4             | 1209                     | 3                    | 11         | 235        | 507        |
| 1999                                                                            | 153 000              | 174 000   | 87.9           | 115        | 110           | 5             | 1330                     | 5                    | 19         | 212        | 507        |
| 2000                                                                            | 153 000              | 174 421   | 87.7           | 114        | 109           | 5             | 1342                     | 5                    | 14         | 206        | 507        |
| 2001                                                                            | 152 500              | 172 335   | 88.5           | 114        | 110           | 4             | 1337                     | 5                    | 9          | 196        | 507        |
| 2002                                                                            | 152 500              | 172 335   | 88.5           | 110        | 107           | 3             | 1386                     | 7                    | 7          | 187        | 26         |
| 2003                                                                            | 152 500              | 172 335   | 88.5           | 107        | 106           | 1             | 1425                     | 7                    | 5          | 182        | 26         |
| 2004                                                                            | 152 500              | 172 335   | 88.5           | 104        | 103           | 1             | 1466                     | 7                    | 5          | 175        | 26         |
| 2006                                                                            | 154 000              | 173 700   | 88.7           | 99         | 97            | 2             | 1555                     | 7                    | 6          | 176        | 26         |
| 2012                                                                            | 167 745              | 192 561   | 87.1           | 84         | 82            | 2             | 1996                     | 7                    | 4          | 137        | 26         |
| 2015                                                                            | 168 500              | 196 800   | 85.6           | 71         | 71            |               | 2373                     | 8                    |            | 114        | 26         |
| 2018                                                                            | 169 120              | 198 582   | 85.2           | 63         | 62            | 1             | 2684                     | 10                   | 1          | 108        | 26         |
| 2020                                                                            | 160 402              | 191 091   | 83.9           | 53         | 49            | 4             | 3026                     | 10                   | 4          | 101        | 26         |
| 2022                                                                            | 160 010              | 191 377   | 83.6           | 46         | 40            | 6             | 3478                     | 10                   | 6          | 93         | 26         |
| Fuente: Catholic-Hierarchy, que a su vez toma los datos del Anuario Pontificio. |                      |           |                |            |               |               |                          |                      |            |            |            |

## Episcopologio
Un cartulario de la Iglesia de Auch incluye un catálogo de obispos compilado en el siglo XIII, y que contiene 65 nombres hasta Garsie de Lhort († 1225) con los años de episcopado. El catálogo se considera poco fiable, porque confunde a los obispos de Auch con los arzobispos de Eauze, supone que la sede de Auch surgió tras la desaparición de Eauze, ignora a los obispos documentados por textos históricos y enumera muchos obispos conocidos sólo en el catálogo mismo; finalmente, la cronología reportada es incompatible con los datos históricos adquiridos. Según Degert, «è indegno di ogni fiducia»; Duchesne es de la misma opinión.
- San Orencio † (inicios del siglo V)[nota 2]
- Nicezio † (antes de 506-después de 511)[nota 3]
- Proculeiano † (antes de 533-después de 551)[nota 4]
- Fausto † (mencionado en 585)
- Saio o Fabio † (585 por sucesión-?)[nota 5]
- Dracoaldo † (inicios del siglo VII)[nota 6]
- Auderico † (mencionado en 627)[nota 7]
- San Leotadio (o Leocadio) † (mencionado en 673/675)[nota 8]
- Isamberto † (?-antes de 836 falleció)[nota 9]
- Airardo † (mencionado en 879)
- Idulfo † (mencionado en 975)[nota 10]
- Oddone † (mencionado en 982)
- Garsia † (mencionado en 985)
- Ottone † (988-1025)
- Garsie de Labarthe † (1025-1036)[9]
- Raymond Copa † (1036-1042)[9]
- San Austinde † (1042-27 de julio de 1068 falleció)
- Guillaume de Montaut[nota 11] † (1068-17 de abril de 1096 falleció)
- Raymond de Pardiac † (1096-10 de octubre de 1118 falleció)
- Bernard de Sainte-Christie † (1118-1126 falleció)
- Guillaume d'Andozile † (1126-1170 falleció)
- Gérault de Labarthe † (después de septiembre de 1170-1191 falleció)
- Bernard de Sédirac † (1192-1200)
- Bernard de Montaut † (1201-1211[nota 12] o 1214 depuesto?)[nota 13]
- Garsie de Lhort † (después de abril de 1213-12 de mayo de 1225 falleció)
- Amanieu de Gresinhac † (1226-1242 falleció)
- Hugues de Pardailhan † (1244-1245)[nota 14]
- Hispan de Massas[nota 15] † (circa 1245-1261)
- Amanieu d'Armagnac † (30 de octubre de 1262-11 de mayo de 1318)
- Guillaume de Flavacourt † (26 de agosto de 1323-18 de enero de 1357 nombrado arzobispo de Ruan)
- Arnaud Aubert † (18 de enero de 1357-11 de junio de 1371 falleció)
- Jean Roger de Beaufort † (27 de julio de 1371-27 de agosto de 1375 nombrado arzobispo de Narbona)
- Obediencia aviñonesa:
  - Jean de Cardaillac † (24 de enero de 1379-20 de mayo de 1379) (administrador apostólico)
  - Jean Flandrin † (20 de mayo de 1379-17 de octubre de 1390 renunció)
  - Jean d'Armagnac † (17 de octubre de 1390-8 de octubre de 1408 falleció)
- Obediencia romana:
  - Philippe d'Alençon † (27 de agosto de 1375-circa 1380 renunció) (administrador apostólico)
  - Pierre d'Anglade de Montbrun, O.P. † (circa 1380-30 de abril de 1388 nombrado administrador apostólico de Tarbes) (administrador apostólico)
  - Raymond Garsie de Bayonne† (1388-15 de julio de 1391) (administrador apostólico)
  - Pierre d'Anglade de Montbrun, O.P. † (15 de julio de 1391-1408) (administrador apostólico, por segunda vez)
- Bérenger Guillot † (10 de diciembre de 1408-14 de febrero de 1425 nombrado arzobispo de Tiro)
- Philippe I de Lévis † (14 de febrero de 1425-25 de enero de 1454 falleció)
- Philippe II de Lévis † (29 de marzo de 1454-24 de marzo de 1463 nombrado arzobispo de Arlés)
- Jean de Lescun † (14 de marzo de 1463-28 de agosto de 1483 falleció)
- Francesco di Savoia † (20 de octubre de 1483-6 de octubre de 1490 falleció)
- Jean-François de la Trémoille † (5 de noviembre de 1490-19 de junio de 1507 falleció)
- François Guillaume de Castelnau-Clermont-Ludève † (4 de julio de 1507-1538 renunció)
- François de Tournon, C.R.S.A. † (14 de junio de 1538-1551 renunció)
- Ippolito d'Este † (22 de abril de 1551-8 de octubre de 1563 nombrado arzobispo de Arlés)
- Luigi d'Este † (8 de octubre de 1563-30 de diciembre de 1586 falleció)
  - Sede vacante (1586-1599)[nota 16]
- Léonard de Trapes, O.F.M.Cap. † (24 de noviembre de 1599-29 de octubre de 1629 falleció)
- Dominique de Vic † (29 de octubre de 1629 por sucesión-de junio de 1662 falleció)
- Henri de La Mothe-Houdancourt † (24 de marzo de 1664-24 de febrero de 1684 falleció)
  - Sede vacante (1684-1692)
- Armand-Anne-Tristan de La Baume de Suze † (4 de febrero de 1692[nota 17]-5 de marzo de 1705 falleció)
- Augustin de Maupeou † (16 de noviembre de 1705-12 de junio de 1712 falleció)
- Jacques des Maretz † (26 de febrero de 1714-27 de noviembre de 1725 falleció)
- Melchior de Polignac † (20 de febrero de 1726-20 de noviembre de 1741 falleció)
- Jean-François de Chastellard de Montillet de Grenaud † (9 de julio de 1742-7 de febrero de 1776 falleció)
- Claude-Marc-Antoine d'Apchon de Corgenon † (20 de mayo de 1776-21 de mayo de 1783 falleció)
- Louis-Apollinaire de La Tour du Pin-Montauban † (18 de julio de 1783-24 de octubre de 1801 renunció)
  - Sede suprimida (1801-1822)
- André-Étienne-Antoine de Morlhon † (16 de mayo de 1823-14 de enero de 1828 falleció)
- Louis-François-Auguste de Rohan-Chabot † (23 de junio de 1828-15 de diciembre de 1828 nombrado arzobispo de Besanzón)
- Joachim-Jean-Xavier d'Isoard † (15 de diciembre de 1828-7 de octubre de 1839 falleció)[nota 18]
- Nicolas-Augustin de la Croix d'Azolette † (27 de abril de 1840-20 de mayo de 1856 renunció)
- Louis-Antoine de Salinis † (16 de junio de 1856-30 de enero de 1861 falleció)
- François-Augustin Delamare † (18 de marzo de 1861-26 de julio de 1871 falleció)
- Pierre-Henri Gérault de Langalerie † (27 de octubre de 1871-12 de febrero de 1886 falleció)
- Louis-Joseph-Jean-Baptiste-Léon Gouzot † (26 de mayo de 1887-20 de agosto de 1895 falleció)
- Matthieu-Victor-Félicien Balaïn, O.M.I. † (25 de junio de 1896-13 de mayo de 1905 falleció)
- Émile-Christophe Enard † (21 de febrero de 1906-13 de marzo de 1907 falleció)
- Joseph-François-Ernest Ricard † (15 de abril de 1907-18 de septiembre de 1934 renunció[nota 19])
- Virgile-Joseph Béguin † (24 de diciembre de 1934-2 de marzo de 1955 falleció)
- Henri Audrain † (2 de marzo de 1955 por sucesión-16 de abril de 1968 renunció[nota 20])
- Maurice-Mathieu-Louis Rigaud † (16 de abril de 1968-29 de diciembre de 1984 falleció)
- Gabriel Marie Étienne Vanel † (21 de junio de 1985-1 de marzo de 1996 renunció)
- Maurice Lucien Fréchard, C.S.Sp. † (6 de septiembre de 1996-21 de diciembre de 2004 retirado)
- Maurice Marcel Gardès (21 de diciembre de 2004-22 de octubre de 2020 retirado)
- Bertrand Lacombe, desde el 22 de octubre de 2020

## Galería de mapas

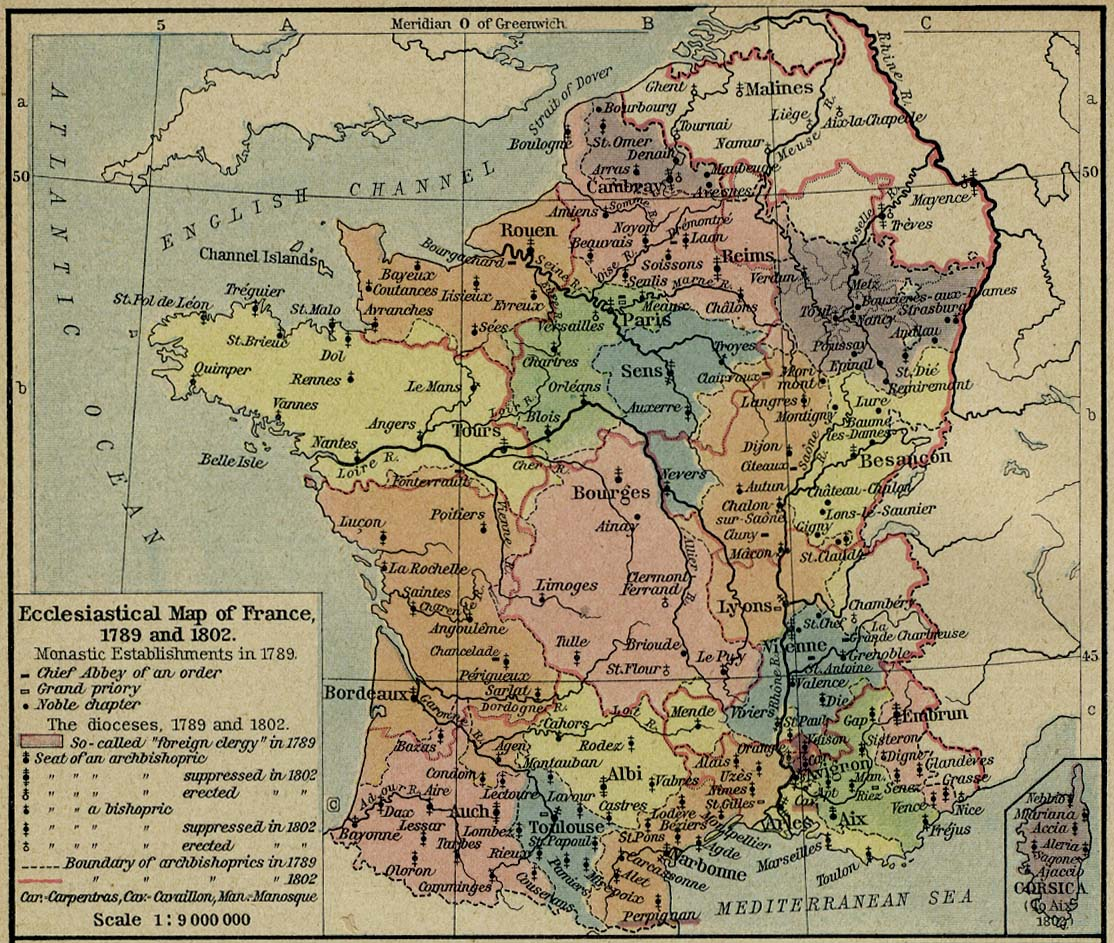
La arquidiócesis de Auch y su provincia bajo el Antiguo Régimen
La arquidiócesis de Auch fue suprimida entre 1801 y 1822
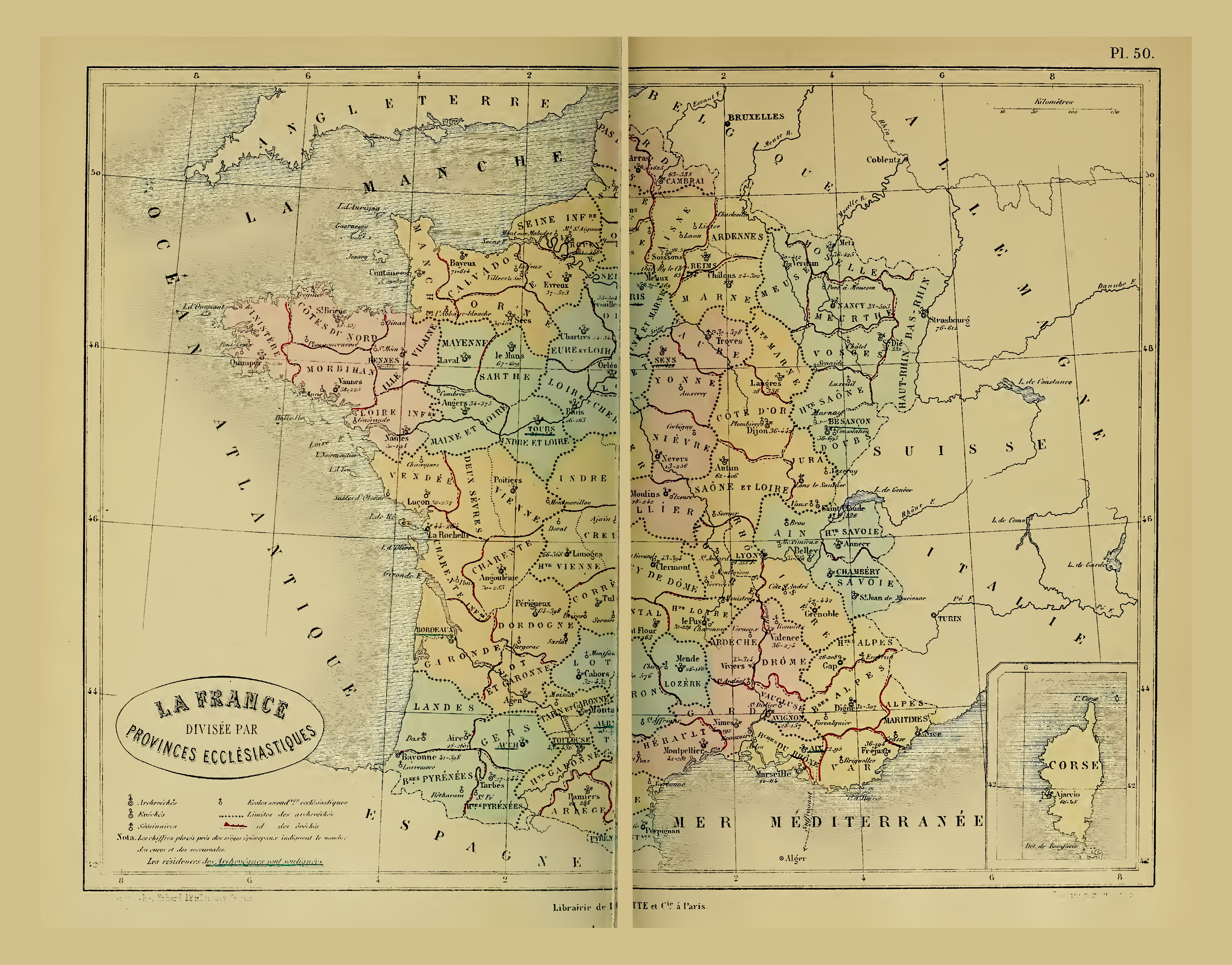
La arquidiócesis de Auch y su provincia (1822-2002)
La arquidiócesis no metropolitana de Auch, desde 2002